# Galaxia
Galaxia este un film românesc din 1960 regizat de Sabin Bălașa.